# Wideband Global Satcom Satellite
Il Wideband Global Satcom Satellite (WGS) è una Costellazione satellitare americana per le comunicazioni militari.

## Caratteristiche
Il WGS è la spina dorsale delle capacità di comunicazione satellitare a banda larga dell'esercito americano. WGS fornisce comunicazioni globali, flessibili e ad alta capacità per le agenzie governative degli Stati Uniti, il Dipartimento della Difesa (DOD), numerosi partner internazionali e la NATO.
Il sistema WGS fornisce servizi essenziali di comunicazione globale a banda larga che consentono ai comandi combattenti di esercitare il comando e il controllo delle loro forze tattiche, dal tempo di pace alle operazioni militari. Le forze tattiche si affidano al WGS per fornire connettività ad alta capacità tra i singoli utenti e la Defense Information Systems Network (DISN). Lo Space and Space Systems Command (SSC) della US Space Force è responsabile dello sviluppo, dell'acquisizione, della messa in campo e del sostegno del programma WGS. Il 4th SOPS della USSF Space Delta 8 gestisce e controlla gli autobus satellitari in orbita. Il 53rd SOPS utilizza cinque centri operativi SATCOM a banda larga per gestire e controllare a livello globale i carichi utili delle comunicazioni WGS. L'ufficio SATCOM fornisce supporto e funzioni SATCOM System Expert (SSE) a USSPACECOM e utilizza quattro centri di supporto SATCOM regionali (RSSC) per fornire una pianificazione globale e un supporto operativo alle varie comunità degli utenti del  WGS.

## Sistemi Esistenti
- SV-1-Block I, lanciato nel 2007, attivo
- SV-2-Block I, lanciato nel 2009, attivo
- SV-3-Block I, lanciato nel 2009, attivo
- SV-4-Block II, lanciato nel 2012, attivo
- SV-5-Block II, lanciato nel 2013, attivo
- SV-6-Block II, lanciato nel 2013, attivo
- SV-7-Block II, lanciato nel 2015, attivo
- SV-8-Block II, lanciato nel 2016, attivo
- SV-9-Block II, lanciato nel 2017, attivo
- SV-10-Block II, lanciato nel 2019, attivo